# The Oa
The Oa är en halvö i Storbritannien.   Den ligger i riksdelen Skottland, i den västra delen av landet, 600 km nordväst om huvudstaden London. The Oa ligger på ön Islay.